# Neil McCasland
William Neil McCasland là một kỹ sư hàng không vũ trụ, Thiếu tướng Không quân Mỹ đã nghỉ hưu và là cựu chỉ huy Phòng thí nghiệm Nghiên cứu Không quân. Ông hiện là giám đốc công nghệ của hãng Applied Technology Associates.

## Thân thế và học vấn
McCasland sinh trưởng và lớn lên trong một gia đình Không quân, là con trai của Trung úy William H. và vợ là Robin (nhũ danh Chambless) McCasland. Cha ông thiệt mạng trong một vụ tai nạn máy bay thảm khốc khi ông còn nhỏ tuổi, và mẹ ông sau cùng đã tái hôn với một phi công khác là Trung tá William R. Casey.
McCasland tiếp tục theo học tại Học viện Không quân Hoa Kỳ, tốt nghiệp bằng Cử nhân Khoa học chuyên ngành kỹ thuật hàng không vũ trụ vào năm 1979. Ông còn được quỹ Hertz trao học bổng toàn phần và nhập học Viện Công nghệ Massachusetts thi lấy bằng Thạc sĩ ngành ước tính và điều khiển kỹ thuật hàng không vào năm 1980.
McCasland quyết định quay trở lại MIT vào năm 1985 để hoàn thành tấm bằng tiến sĩ kỹ thuật hàng không vũ trụ. Ông bảo vệ luận án của mình mang tên "Sensor and Actuator Selection for Fault-Tolerant Control of Flexible Structures" (tạm dịch: Lựa chọn cảm biến và thiết bị truyền động trong việc kiểm soát khả năng chịu lỗi của các cấu trúc linh hoạt) vào tháng 8 năm 1988. Luận án này là sản phẩm mà ông dâng tặng tưởng nhớ đến người cha quá cố, trong suốt thời gian McCasland làm luận án đều được sự dìu dắt và chỉ bảo của Richard Battin, nhà thiết kế chính bộ máy tính chỉ dẫn chương trình Apollo. Rồi ông tiếp tục theo học Trường Đại học Không chiến tại Căn cứ Không quân Maxwell, Alabama, tốt nghiệp năm 1995, cũng như Khóa học Quản lý Chương trình Nâng cao tại Trường Đại học Quản lý Hệ thống Quốc phòng ở Fort Belvoir, Virginia. Năm 2004, ông tham gia Chương trình An ninh Mỹ-Nga tại Trường Chính phủ Kennedy thuộc Đại học Harvard.

## Binh nghiệp

### Phân công công tác
Sau khi tốt nghiệp ra trường, McCasland được nhận vào làm trong Bộ phận Hệ thống Tải trọng thuộc Văn phòng Bộ trưởng Không quân trong Dự án Đặc biệt-6 và 8 tại Căn cứ Không quân Los Angeles, California cho đến năm 1985, khi ông quay trở lại MIT thi lấy bằng tiến sĩ. Sau khi hoàn thành tấm bằng tiến sĩ, McCasland quay trở lại Căn cứ Không quân Los Angeles, lần này là trợ lý giám đốc Văn phòng Dự án Đặc biệt-13. Hồi còn là trung úy, McCasland được cho là viên sĩ quan nổi bật trong số các đồng nghiệp, trở thành một trong số ít sĩ quan cấp thấp hơn được giao trách nhiệm lãnh đạo chương trình lớn dành cho các đơn vị phát triển tuyệt mật cao độ dẫn đến sự khai sinh đội vệ tinh trinh sát thuộc Không quân vẫn tồn tại cho đến ngày nay.
Năm 1992, ông được điều động đến Căn cứ Không quân Buckley, Colorado, nhậm chức giám đốc lập kế hoạch sứ mệnh cho Cơ sở Dữ liệu Hàng không Vũ trụ (ADF) đến năm 1994. Sau một thời gian gián đoạn vào năm 1995 để theo học Trường Đại học Không chiến, ông quay trở lại Buckley làm chỉ huy phi đội hoạt động tại ADF suốt cả năm 1997.
Từ sau thời kỳ làm việc tại Buckley thì ông được phân công trở về Căn cứ Không quân Los Angeles lần này sau ba năm nhậm chức Kỹ sư trưởng củaVăn phòng Chương trình Liên hợp GPS Navstar, cơ quan kiểm soát Hệ thống Định vị Toàn cầu cho các ứng dụng chính phủ, thương mại và tiêu dùng. Năm 2000, ông đảm trách Văn phòng Dự án Laser trên Không gian tại Căn cứ Không quân Los Angeles với tư cách Giám đốc Chương trình Hệ thống, trước khi điều động đến Căn cứ Không quân Kirtland, New Mexico một năm sau để bắt đầu nhiệm kỳ ba năm làm giám đốc bộ phận cánh vật chất, Ban Giám đốc Tàu Vũ trụ Phòng thí nghiệm Nghiên cứu Không quân, và chỉ huy Khu Nghiên cứu Phillips. Một số chức danh này liên quan đến công tác mật thiết với Văn phòng Trinh sát Quốc gia. Năm 2004, McCasland đến nhậm chức phó Tư lệnh Trung tâm Hậu cần Hàng không Ogden, một cơ sở trực thuộc Căn cứ Không quân Hill, Utah, dành một năm chỉ huy các phi vụ tác chiến trước khi quay trở lại Căn cứ Không quân Los Angeles làm phó Tư lệnh Trung tâm Hệ thống Tên lửa và Không gian.
Năm 2007, McCasland được Lầu Năm Góc bổ nhiệm làm giám đốc thu mua không gian trong Văn phòng Thứ trưởng Không quân. Năm 2009, ông được thăng chức giám đốc các chương trình đặc biệt trong Văn phòng Thứ trưởng Quốc phòng về Thu mua, Công nghệ và Hậu cần. Ngoài chức vụ giám đốc các chương trình đặc biệt McCasland còn kiêm nhiệm làm thư ký điều hành cho Ủy ban Giám sát Chương trình Tiếp cận Đặc biệt (SAPOC), phụ trách cơ quan giám sát và xem xét các kiến thức, năng lực và chương trình nhạy cảm và bí mật nhất của nước Mỹ.
Tháng 5 năm 2011, McCasland rời khỏi Washington về nhận chức vụ cuối cùng là Tư lệnh Phòng thí nghiệm Nghiên cứu Không quân tại Căn cứ Không quân Wright-Patterson, Ohio cho đến khi về hưu vào tháng 10 năm 2013. Tại AFRL, ông đã chi trả hàng tỷ đô la trong lĩnh vực khoa học vật liệu tiên tiến và nghiên cứu vũ khí trong tương lai tại một trong những trung tâm khoa học lớn nhất của Bộ Quốc phòng.

### Giải thưởng và huân huy chương
|                                                                             |                         |                         |                         |
|                                                                             |                         |                         | Bronze oak leaf cluster |
| Bronze oak leaf cluster · Bronze oak leaf cluster                           | Bronze oak leaf cluster | Bronze oak leaf cluster |                         |
| Bronze oak leaf cluster                                                     | Bronze star             | Bronze star             |                         |
| Silver oak leaf cluster · Bronze oak leaf cluster · Bronze oak leaf cluster |                         |                         |                         |
|                                                                             |                         |                         |                         |
|                                                                             |                         |                         |                         |

| Huy hiệu Dù Cơ bản                                        |                                                         |                                                         |                                                         |
| Huân chương Công trạng Xuất sắc Không quân                | Huân chương Quân công Cao cấp Quốc phòng                | Huân chương Quân công Cao cấp Quốc phòng                | Huân chương Bắc Đẩu Bội tinh về Chỉ huy w/ 1 cụm lá sồi |
| Huân chương Công vụ Quốc phòng Xuất chúng w/ 2 cụm lá sồi | Huân chương Công vụ Xuất sắc w/ cụm lá sồi              | Huân chương Công vụ Xuất sắc w/ cụm lá sồi              | Giải thưởng Đơn vị Xuất sắc Liên quân                   |
| Giải thưởng Tổ chức Xuất sắc Không quân w/ 1 cụm lá sồi   | Huân chương Công vụ Quốc phòng w/ ngôi sao công vụ đồng | Huân chương Công vụ Quốc phòng w/ ngôi sao công vụ đồng | Huân chương Chiến tranh Chống Khủng bố Toàn cầu         |
| Giải thưởng Thâm niên Quân ngũ Không quân w/ 3 cụm lá sồi | Ruy băng Thiện xạ Chuyên gia Vũ khí Nhỏ                 | Ruy băng Thiện xạ Chuyên gia Vũ khí Nhỏ                 | Ruy băng Huấn luyện Không quân                          |
| Huy hiệu Không gian Bậc thầy                              |                                                         |                                                         |                                                         |
| Huy hiệu Bộ Tư lệnh Không quân                            | Huy hiệu Bộ Tư lệnh Không quân                          | Huy hiệu Nhận dạng Văn phòng Bộ trưởng Quốc phòng       | Huy hiệu Nhận dạng Văn phòng Bộ trưởng Quốc phòng       |

## Sự nghiệp sau khi về hưu
McCasland hiện là giám đốc công nghệ làm việc tại hãng Applied Technology Associates, một công ty con ở Albuquerque, New Mexico của BlueHalo có trụ sở tại Arlington, Virginia, một nhà thầu quốc phòng theo kiểu tập đoàn hoạt động trong các lĩnh vực chiến tranh không gian, năng lượng định hướng, phòng thủ tên lửa, mạng và C4ISR.
Kể từ năm 2013, McCasland là cộng sự viên của Viện Hàng không và Du hành vũ trụ Hoa Kỳ.
Tháng 6 năm 2019, McCasland được mời tham gia hội đồng quản trị của Riverside Research, một tổ chức phi lợi nhuận "được thuê riêng nhằm thúc đẩy công tác nghiên cứu khoa học vì lợi ích của chính phủ Mỹ và lợi ích công cộng".
McCasland còn là thành viên cấp cao của Viện Kỹ sư Điện và Điện tử (IEEE).

## Dính líu vào vụ tiết lộ UFO
Việc McCasland có dính líu đến chủ đề vật thể bay không xác định (UFO) trở nên công khai ngay khi WikiLeaks cho công bố kho lưu trữ hồ sơ email của John Podesta là chủ tịch vận động tranh cử tổng thống cho Hillary Clinton vào năm 2016. Kho lưu trữ tài liệu có được từ một vụ rò rỉ dữ liệu của Fancy Bear, một nhóm hack mà Chính phủ Mỹ tố cáo có liên quan đến nguồn tình báo quân sự của Liên bang Nga. McCasland là chủ đề của một email đề ngày 25 tháng 1 năm 2016 từ Tom DeLonge là người hát dẫn dắt của nhóm nhạc Blink-182 gửi cho Podesta có nhắc đến McCasland như sau: 
Ông ấy nói mình là một "kẻ hoài nghi", nhưng không phải như vậy. Tôi từng làm việc với ông ấy trong suốt bốn tháng qua. Tôi vừa mới thuyết trình xong trong 4 giờ liền cho ông ấy nghe về toàn bộ dự án vài tuần trước. Hãy tin tôi, vừa đưa ra lời khuyên về cách xử lý mọi chuyện. Ông ấy chỉ cần nói ra điều đó, nhưng ông ta rất, rất ý thức - như khi ông chịu trách nhiệm tất cả mọi thứ. Khi Roswell gặp sự cố, họ bèn chuyển nó sang phòng thí nghiệm đóng tại Căn cứ Không quân Wright Patterson. Tướng McCasland đã phụ trách phòng thí nghiệm xác đáng đó cách đây vài năm. Ông ấy không chỉ biết tôi đang cố đạt được điều gì mà còn giúp tập hợp đội ngũ cố vấn của tôi. Ông ấy là một nhân vật rất quan trọng.
McCasland còn tiếp nhận một email khác, lần này là trực tiếp từ Podesta, mời ông tham gia cuộc gặp mặt trên Google Hangouts với DeLonge và Podesta. Cũng theo bản sao carbon trong lời mời còn có Rob Weiss, Chỉ huy trưởng Bộ phận Skunkworks của Lockheed và Thiếu tướng Không quân Michael Carey.
Sự tham gia của Podesta vào các sáng kiến tiết lộ UFO được ghi lại rõ ràng trong suốt quá trình ông này phục vụ trong cả chính quyền Clinton và Obama, và DeLonge điều hành To The Stars... Academy of Arts and Sciences (TTSA), một tổ chức phi lợi nhuận liên quan đến phong trào tiết lộ UFO. Việc McCasland có dính líu đến To The Stars đánh dấu một tài sản khả tín đáng ngạc nhiên khác đối với nhóm bất thường của DeLonge vốn sử dụng một con số dễ thấy gồm toàn những cựu thành viên cấp cao trong cộng đồng quốc phòng tình báo, quân sự, vũ trụ, học thuật và thương mại. Những người khác có liên quan đều mang thư uỷ nhiệm tương tự cho McCasland, bao gồm các sĩ quan và nhà khoa học CIA và NSA, giới nhà thầu quốc phòng Chương trình Tiếp cận Đặc biệt, các nhà nghiên cứu năng lượng định hướng và động cơ đẩy NASA, cố vấn tổng thống, một cựu Thứ trưởng Bộ Quốc phòng và cựu giám đốc hoạt động điều tra UFO Chương trình Nhận dạng Hiểm họa Hàng không Vũ trụ Tiên tiến (AATIP) thuộc quyền Bộ Quốc phòng dưới thời kỳ chính quyền Obama. Chuyên môn của McCasland tại Phòng thí nghiệm Nghiên cứu Không quân và sau khi về hưu tại ATA đặc biệt giống với một trong những dự án hiện tại của TTSA được nêu trong hợp đồng CRADA năm 2019 với Bộ Tư lệnh Tương lai Lục quân Hoa Kỳ liên quan đến việc khai thác nguyên liệu từ siêu vật liệu có chủ đích mà nhóm cho biết được bảo mật.
Sự kết hợp của những người có trình độ cao làm việc trong lĩnh vực xem chừng là khoa học phi chính thống được các thỏa thuận mua sắm của chính phủ hỗ trợ khiến một số người nêu giả thuyết trực tuyến liên quan đến kiến thức hoặc ý định thực sự của DeLonge và các cố vấn của anh ta, và số khác đoán rằng DeLonge đang bị các quan chức chính phủ kiểu như McCasland thao túng nhằm phát triển một câu chuyện che đậy về UFO sao cho công nghệ quốc phòng mới được xếp loại mật của Mỹ trông có vẻ bắt nguồn từ Trái Đất hơn. Một số rút ra kết luận từ vai trò người đứng đầu giám sát trước đó của McCaslands đối với tất cả các chương trình tuyệt mật nhất của Bộ Quốc phòng và các hoạt động sau khi về hưu của ông với hiện tượng UFO đều ủng hộ cả hai kết luận này. Các câu hỏi và suy đoán khác tập trung vào mối quan hệ giữa McCasland với cố Tiến sĩ Michael Duggin, một nhà khoa học người Mỹ gốc Úc thuộc bộ phận Phòng thí nghiệm Nghiên cứu Không quân tại Căn cứ Không quân Kirtland, New Mexico, từng dành nhiều năm sự nghiệp trong Không quân để tập trung nghiên cứu về hiện tượng UFO. Duggin còn có thời làm việc dưới quyền J. Allen Hynek, một nhà thiên văn học, Trưởng nhóm Dự án Blue Book khét tiếng của Không quân, một trong những cuộc điều tra đầu tiên về các cuộc chạm trán UFO được báo cáo của chính phủ Mỹ.

## Đời tư
Vào lúc khởi đầu sự nghiệp Không quân, McCasland đã kết hôn với Susan Wilkerson là dân gốc San Diego.